# Trud-Stadion (Tomsk)
Das Trud-Stadion ist ein Fußballstadion in der russischen Stadt Tomsk. Es bietet Platz für 15.000 Zuschauer und diente dem Fußballverein Tom Tomsk als Heimspielstätte.

## Geschichte
Das Trud-Stadion in Tomsk, eine Stadt mit etwa 500.000 Einwohnern im westsibirischen Oblast Tomsk, wurde 1929 erbaut. Seit 1957 ist es die Heimspielstätte des  ortsansässigen Fußballvereins Tom Tomsk. Da der Klub viele Jahre in zweit- und drittklassigen Ligen des sowjetischen und frühen russischen Fußballs spielte, blieb auch die Ausstattung des Trud-Stadions bescheiden. So gab es bis 2005 keine festinstallierte Toilettenanlagen und gegen den sibirischen Schneefall war das Stadion nahezu schutzlos.
Im Jahre 2005 änderten sich einige dieser Zustände, denn in diesem Jahr stieg Tom Tomsk erstmals in seiner Geschichte in die Premjer-Liga auf, die höchste russische Fußballliga. Um die Grundstandards des Erstligafußballs zu erfüllen, waren erhebliche Renovierungsarbeiten am Trud-Stadion erforderlich. So wurden moderne Toiletten eingebaut. Um die Spielfläche auch bei Minustemperaturen bespielbar zu halten, wurde eine Rasenheizungsanlage installiert. Die Zuschauerkapazität des Trud-Stadions wurde auf 15.000 erhöht, nachdem das Stadion zuvor erheblich kleiner war. Die Tribünen blieben weiter unüberdacht.
Diese Maßnahmen waren durchaus berechtigt, denn Tom Tomsk gelang es, sich in Russlands Eliteliga zu etablieren. Als Aufsteiger belegte man in der Premjer-Liga 2005 einen sicheren zehnten Tabellenplatz und der Abstieg war auch in den Folgejahren keine Gefahr. Erst 2012 musste man den Abstieg in die zweithöchste Spielklasse hinnehmen. Es gelang die sofortige Rückkehr in die Premjer-Liga, jedoch mit anschließendem Wiederabstieg, sodass im Trud-Stadion gegenwärtig Spiele der zweiten russischen Fußballliga ausgetragen werden.